# Caspar Weinberger
Caspar Willard „Cap“ Weinberger (18. srpna 1917, San Francisco – 28. března 2006, Bangor) byl americký republikánský politik a v letech 1981–1987 ministr obrany za vlády prezidenta Ronalda Reagana. Je znám pro svůj podíl na Strategické obranné iniciativě a aféře Írán-Contras.

## Politická kariéra
Caspar působil ve vysoké politice už jako ředitel úřadu pro správu a rozpočet v Nixonově administrativě. Následně se stal ve vládě Richarda Nixona ministrem zdravotnictví, školství a sociálních věcí a na tomto postu také setrval několik měsíců za vlády Geralda Forda. Od 21. ledna 1981 do 23. listopadu 1987 vykonával funkci ministra obrany ve vládě Ronalda Reagana. Po Robertu McNamarovi a Donaldu Rumsfeldovi se stal třetím nejdéle sloužícím americkým ministrem obrany.

## Soukromý život
Narodil se Heřmanu Weinbergerovi, který byl židovského původu a do USA přišel z Čech. Prarodiče z matčiny strany byli přistěhovalci z Anglie.